# Tyrannosaurus Hives
Tyrannosaurus Hives es el título del tercer álbum de la banda sueca de garage rock The Hives. Fue lanzado el 20 de julio del 2004, y producido por la discográfica Interscope. Es el primer álbum de estudio de la banda desde Veni Vidi Vicious del 2000.

## Lista de canciones
1. Abra Cadaver
2. Two-Timing Touch and Broken Bones
3. Walk Idiot Walk
4. No Pun Intended
5. A Little More For Little You
6. B Is For Brutus
7. See Through Head
8. Diabolic Scheme
9. Missing Link
10. Love in Plaster
11. Dead Quote Olympics
12. Antidote

## Sencillos
- Walk Idiot Walk, lanzado en junio del 2004.
- Two-Timing Touch And Broken Bones, lanzado en octubre del 2004.
- A Little More For Little You, lanzado en octubre del 2005.
- Abra Cadaver, lanzado en enero del 2006.
- Uptight, lanzado en 2004

- Datos: Q2289118